# Wilhelm Lenz
Wilhelm Lenz (Frankfurt am Main, 8 de fevereiro de 1888 — Hamburgo, 30 de abril de 1957) foi um físico alemão.
É conhecido por sua invenção do modelo Ising e por sua aplicação do vetor de Laplace-Runge-Lenz ao tratamento quanto-mecânico (antigo) de átomos hidrogenoides.

## Livros
- Wilhelm Lenz, Einführungsmathematik für Physiker (Verlagsanstalt Wolfenbüttel, 1947).